# 大国真彦
大国 真彦（おおくに まさひこ、1927年（昭和2年）9月15日 - ）は、日本の小児科医。日本大学名誉教授、大国小児科クリニック院長。
朝鮮釜山府生まれ。1951年東京大学医学部卒。52年東大医学部小児科助手。1958年東京大学医学博士。1959年東大講師、1963年日本大学医学部助教授、1973年教授、1986年日本大学医学部附属板橋病院副院長、1990-1992年院長、1988年日本小児科学会会長。1995年日大名誉教授、表参道眼科・小児科クリニック院長。成城に大国小児科クリニックを開設し院長。2008年春瑞宝中綬章受勲。小児のコレステロール値を研究し、動脈硬化や肥満などの小児成人病を指摘した。

## 著書
- 『リウマチ熱の臨床』中外医学社、1964
- 『外来で診る小児の心疾患』中外医学社、1968
- 『実例による小児心電図のよみ方、考え方』金原出版、1969
- 『小児における問診のコツから診断まで』南山堂、1970
- 『小児循環器病学』医学書院、1975
- 『どう診るこどものリウマチ』金原出版 金原医学新書、1976
- 『症状からみた小児疾患の診断 問診から検査の選択まで』南山堂、1979
- 『学童の心臓検診後の生活指導』金原出版 金原医学新書、1980
- 『子供の成人病を治す本 肥満から動脈硬化まで』健友館、1982
- 『小児疾患治療の原則 合併症・後遺症を含めて』南山堂、1982
- 『ママのための鑑別診 こどもの症状に適切に対応できる』母子衛生研究会編 母子保健事業団、1982
- 『子どもの高コレステロールが心配 成人病予備軍がふえている』芽ばえ社 食と健康を考えるシリーズ、1986
- 『大国真彦教授の子どもの成人病からわが子を守る法』芽ばえ社、1990
- 『赤ちゃんの気になる症状と病気』主婦の友社、1988 イラスト・赤ちゃんとママシリーズ
- 『小児起立性調節障害の診療』ライフ・サイエンス、1996
- 『子どもの生活習慣病 今日からできる予防法』芽ばえ社、1999
- 『0～3才気になる症状と病気』主婦の友社、2001　赤ちゃんの情緒と好奇心を育てるシリーズ イラスト版
- 『起立性調節障害・朝、起きられない子どものために』芽ばえ社、2009

### 共編著
- 『図説先天性心疾患』佐藤文雄、車田孝夫共著 金原出版、1963
- 『小児心電図のよみかた』編 診断と治療社、1964
- 『小児科医と急患』永松一明、吉本和夫共著 金原出版、1966 新臨床医学文庫
- 『小児診療のポイント』馬場一雄、吉倉範光共著 南山堂、1968
- 『小児心疾患X線像の読み方』高宮安弘共著 金原出版、1970 X線読影シリーズ
- 『小児の理学的診断 -そのチェックポイントとコツ』編 中外医学社、1970
- 『専門医にきく今日の小児診療』加藤英夫共編集 中外医学社、1970
- 『子どもの応急処置 外科・眼科・耳鼻科を中心に』共著 中外医学社、1971
- 『免疫不全 その基礎・臨床・分析法』河合忠共編著 中外医学社、1971
- 『臨床家のための薬理学』塩川優一、梅原千治共編 金原出版、1971
- 『最新小児医学』鈴木栄、山下文雄共編 医学図書出版、1972
- 『小児の臨床検査診断 系統診断から確定診断へ』編集 中外医学社、1972
- 『専門医にきく心疾患の治療』太田怜、森杉昌彦共編 中学医学社、1972
- 『小児疾患の治療 病態からの選択と進めかた』編集 有泉基水等共著 中外医学社、1973
- 『学校における心臓検診と管理指導』北田実男共著 中外医学社、1974
- 『小児疾患の診断演習 ベッドサイド教育のために 2』鈴木栄、山下文雄共編集 中外医学社、1976
- 『小児難治性疾患診療の手引き』編集 東京医学社、1978
- 『当直医のための小児急患の診かた扱いかた』編 金原出版、1978
- 『小児の疾患と薬物治療』編著 メディカルリサーチセンター、1979 疾病と薬物療法シリーズ
- 『医師国家試験のための小児科重要用語事典』鈴木栄共編集 金原出版、1980
- 『小児診療図譜』全4巻 鈴木栄共編集 金原出版、1980-82
- 『小児の膠原病と自己免疫』編集企画 金原出版、1980 小児科mook
- 『小児の心臓病 日常検査のみかた』編 東京医学社、1981
- 『学校保健』編集企画 金原出版、1983 小児科mook
- 『小児心電図の正常値』編 医学書院、1985
- 『医師とナースのための重症小児治療マニュアル』編 克誠堂出版、1986
- 『小児慢性疾患の治療と生活管理指針』編集企画 金原出版、1986 小児科mook
- 『川崎病ハンドブック』直江史郎共編著 中外医学社、1988
- 『学校医マニュアル』編著 文光堂、1988
- 『小児の治療マニュアル』編著 中外医学社、1988
- 『小児メディカルチェックと運動指導の実際』編著 文光堂、1989
- 『研修医のための循環器薬剤の使い方』編 克誠堂出版、1991
- 『子どもの食生活処方箋 母親に知ってほしい成人病予防の食事と生活』編 南江堂、1991
- 『子供の成人病 予防と治療のポイント』健友館、1991 家庭の医学シリーズ
- 『小児成人病ハンドブック』村田光範共編著 中外医学社、1991
- 『小児臨床検査マニュアル』河野均也共編著 文光堂、1993
- 『ナースの小児科学』沢田淳共編著 中外医学社、1993
- 『MEのあゆみ/学校心臓検診システム』編著 メディカルエレクトロタイムス、1995
- 『子どもの心臓病』編著 ぎょうせい 新ヘルス・ライブラリー、1995
- 『子どもの腎臓病』高橋昌里共編著 ぎょうせい 新ヘルス・ライブラリー、1995
- 『学校心臓検診マニュアル』編著 丸善、1997
- 『学校医マニュアル』第4版 小池麒一郎共編著 文光堂、2000
- 『図説・臨床看護医学 12 小児』責任編集 改訂版　同朋舎メディアプラン、2003
- 『ナースの小児科学』改訂4版 澤田淳,浅井利夫,杉本徹共編著 中外医学社、2007

## 参考
- コトバンク
- 『現代日本人名録』2002年